# Кунья, Матеус
Матеус Сантос Карнейро Да Кунья (порт. Matheus Santos Carneiro Da Cunha; род. 27 мая 1999) — бразильский футболист, игрок английского клуба «Манчестер Юнайтед» и сборной Бразилии. Выступает на позициях нападающего, атакующего полузащитника или вингера. Победитель Олимпийских игр 2020 года в Токио.

## Клубная карьера
В возрасте одиннадцати лет Кунья переехал из родного города Жуан-Песоа в Ресифи, чтобы заниматься в тамошней школе футзала. В 2014 году он сменил вид спорта и начал играть в большой футбол в молодёжной команде клуба «Коритиба». Там Матеус стремительно прогрессировал в техническом плане и в 2017 году попал в клубную команду до 20 лет. Вместе с ней он ярко выступил на юношеском турнире Nike в Далласе, где за его игрой наблюдали скауты европейских клубов. Вскоре после турнира представители швейцарского «Сьона» сделали тогда ещё 17-летнему игроку предложение.
В июне 2017 года Кунья, которому только исполнилось 18 лет, не имея никакого опыта выступлений на профессиональном уровне, переехал в Европу и заключил контракт с «Сьоном» на четыре года. В швейцарский клуб Матеуса брали на перспективу, но он быстро доказал тренерскому штабу своё право играть в основном составе. Его профессиональный дебют состоялся 27 июля 2017 года в матче квалификации Лиги Европы против литовской «Судувы», который его команда проиграла со счётом 0:3. В швейцарской Суперлиге Матеус впервые сыграл 10 августа в матче против «Цюриха». В следующем своём матче в чемпионате Швейцарии, который состоялся 27 августа, Кунья забил гол «Базелю». 19 мая 2018 года в матче последнего тура с «Тюном» бразилец оформил первый в своей карьере хет-трик. Всего в чемпионате Швейцарии сезона 2017/18 он сыграл 29 матчей, в которых забил 10 голов и отдал 8 голевых передач, став лучшим бомбардиром «Сьона».
24 июня 2018 года Кунья перешёл в немецкий клуб «РБ Лейпциг», с которым заключил контракт на пять лет. Стоимость трансфера составила 15 млн евро. 26 июля Матеус дебютировал в новом клубе, выйдя в стартовом составе на матч квалификации Лиги Европы со шведским «Хеккеном». В этом матче новичок отличился забитым голом и голевой передачей. В немецкой Бундеслиге Кунья дебютировал 26 августа, выйдя на замену в матче с дортмундской «Боруссией», в котором его команда уступила со счётом 1:4.
31 января 2020 года перешёл в берлинскую «Герту» за 18 млн евро.
25 августа 2021 года за 30 млн евро перешёл в «Атлетико Мадрид».
1 января 2023 года перешёл на правах аренды в «Вулверхэмптон Уондерерс» до конца сезона 2022/23. Летом 2023 года перешёл в «Вулверхэмптон» на постоянной основе.
4 февраля 2024 года сделал хет-трик в ворота «Челси» в гостевом матче Премьер-лиги (4:2). Он стал 4-м игроком в истории Премьер-лиги, сделавшим хет-трик в ворота «Челси» на «Стэмфорд Бридж».
1 июня 2025 года английский клуб «Манчестер Юнайтед» объявил о соглашении по трансферу игрока. 12 июня 2025 года переход был завершён, сумма трансфера составила 62,5 млн фунтов. В июле стало известно, что игрок будет выступать под номером «10».

## Выступления за сборную
Осенью 2018 года Матеус был приглашён в сборную Бразилии среди игроков до 20 лет для участия в товарищеских матчах со сверстниками из Чили. Он сыграл в обоих матчах, во втором отметился забитым голом. В заявку на проходивший в январе-феврале 2019 года чемпионат Южной Америки по футболу среди молодёжных команд Кунья не попал, поскольку его, как и других выступающих в Европе игроков, клубы не отпустили на турнир в разгар сезона.

## Игровая характеристика
Матеус — универсальный нападающий, способный действовать как на острие атаки, так и в подыгрыше, выполняя функции оттянутого нападающего или вингера. Его отличают высокая скорость и хорошая техника.

## Статистика выступлений
| Выступление             | Выступление      | Выступление      | Лига | Лига | Кубок | Кубок | Еврокубки | Еврокубки | Прочие | Прочие | Итого | Итого |
| Клуб                    | Лига             | Сезон            | Игры | Голы | Игры  | Голы  | Игры      | Голы      | Игры   | Голы   | Игры  | Голы  |
| ----------------------- | ---------------- | ---------------- | ---- | ---- | ----- | ----- | --------- | --------- | ------ | ------ | ----- | ----- |
| Сьон                    | Суперлига        | 2017/18          | 29   | 10   | 1     | 0     | 2         | 0         | 0      | 0      | 32    | 10    |
| Сьон                    | Итого            | Итого            | 29   | 10   | 1     | 0     | 2         | 0         | 0      | 0      | 32    | 10    |
| РБ Лейпциг              | Бундеслига       | 2018/19          | 25   | 2    | 2     | 1     | 12        | 6         | 0      | 0      | 39    | 9     |
| РБ Лейпциг              | Бундеслига       | 2019/20          | 10   | 0    | 1     | 0     | 2         | 0         | 0      | 0      | 13    | 0     |
| РБ Лейпциг              | Всего            | Всего            | 35   | 2    | 3     | 1     | 14        | 6         | 0      | 0      | 52    | 9     |
| Герта                   | Бундеслига       | 2019/20          | 11   | 5    | 0     | 0     | 0         | 0         | 0      | 0      | 11    | 5     |
| Герта                   | Бундеслига       | 2020/21          | 27   | 7    | 1     | 1     | 0         | 0         | 0      | 0      | 28    | 8     |
| Герта                   | Бундеслига       | 2021/22          | 1    | 0    | 0     | 0     | 0         | 0         | 0      | 0      | 1     | 0     |
| Герта                   | Всего            | Всего            | 39   | 12   | 1     | 1     | 0         | 0         | 0      | 0      | 40    | 13    |
| Атлетико Мадрид         | Примера          | 2021/22          | 29   | 6    | 2     | 1     | 5         | 0         | 1      | 0      | 37    | 7     |
| Атлетико Мадрид         | Примера          | 2022/23          | 11   | 0    | 1     | 0     | 5         | 0         | 0      | 0      | 17    | 0     |
| Атлетико Мадрид         | Всего            | Всего            | 40   | 6    | 3     | 1     | 10        | 0         | 1      | 0      | 54    | 7     |
| Вулверхэмптон Уондерерс | Премьер-лига     | → 2022/23        | 17   | 2    | 2     | 0     | 0         | 0         | 1      | 0      | 20    | 2     |
| Вулверхэмптон Уондерерс | Премьер-лига     | 2023/24          | 32   | 12   | 3     | 2     | 0         | 0         | 1      | 0      | 36    | 14    |
| Вулверхэмптон Уондерерс | Премьер-лига     | 2024/25          | 33   | 15   | 2     | 2     | 0         | 0         | 1      | 0      | 36    | 17    |
| Вулверхэмптон Уондерерс | Всего            | Всего            | 82   | 29   | 7     | 4     | 0         | 0         | 3      | 0      | 92    | 33    |
| Манчестер Юнайтед       | Премьер-лига     | 2025/26          | 1    | 0    | 0     | 0     | 0         | 0         | 0      | 0      | 1     | 0     |
| Манчестер Юнайтед       | Всего            | Всего            | 1    | 0    | 0     | 0     | 0         | 0         | 0      | 0      | 1     | 0     |
| Всего за карьеру        | Всего за карьеру | Всего за карьеру | 226  | 59   | 15    | 7     | 26        | 6         | 4      | 0      | 271   | 72    |

1. ↑  Лига Европы УЕФА, Лига чемпионов УЕФА

## Достижения
Сборная Бразилии
- Победитель Олимпийских игр: 2020